# Kampalapura, Kunigal
Kampalapura là một làng thuộc tehsil Kunigal, huyện Tumkur, bang Karnataka, Ấn Độ.